# Comandante Supremo del Pacto de Varsovia
El Comandante Supremo de las Fuerzas Armadas Unificadas de la Organización del Tratado de Varsovia, fue el oficial superior responsable del Pacto de Varsovia, siendo el encargado de la dirección de las fuerzas armadas de sus países miembros. Además, el Comandante Supremo era al mismo tiempo el Viceministro de Defensa de la Unión Soviética. El cargo fue establecido en 1955, en el momento de la firma del tratado de alianza, y fue abolido en 1991 con la disolución de la organización político-militar tras el colapso de los países comunistas de Europa Oriental.
La estructura militar del Pacto de Varsovia preveía un "alto mando unificado" encabezado por el Comandante Supremo que podía contar con la colaboración y ayuda de un Consejo Militar conjunto; los protocolos técnico-organizativos del Pacto indicaban claramente las tareas del Comandante Supremo y del alto mando unificado: "fortalecer la capacidad defensiva... preparar planes militares en caso de guerra y decidir sobre el despliegue de fuerzas".
En el Consejo Militar encabezado por el Comandante Supremo había representantes militares de todos los ejércitos del Pacto de Varsovia, pero en la práctica la autoridad superior siempre la ejercía un oficial muy alto del Ejército Soviético; durante toda la duración del tratado, de hecho, el Comandante Supremo y el Jefe de Estado Mayor de las fuerzas del Pacto de Varsovia fueron siempre de nacionalidad soviética.

## Lista de Comandantes Supremos
|   | Foto | Nombre          | País            | Comienzo            | Final                   |
| - | ---- | --------------- | --------------- | ------------------- | ----------------------- |
| 1 |      | Iván Kónev      | Unión Soviética | 14 de mayo de 1955  | Abril de 1960           |
| 2 |      | Andréi Grechko  | Unión Soviética | Abril de 1960       | 12 de abril de 1967     |
| 3 |      | Iván Yakubovski | Unión Soviética | 12 de abril de 1967 | 30 de noviembre de 1976 |
| 4 |      | Víktor Kulikov  | Unión Soviética | 7 de enero de 1977  | Febrero de 1989         |
| 5 |      | Piótr Lushev    | Unión Soviética | Febrero de 1989     | 1 de julio de 1991      |